# Ivan Jenko (pesnik)
Ivan Jenko, slovenski pesnik, *  21. december 1853, Praše, † 17. maj 1891, Gorica.

## Življenje in delo
Na ljubljansko gimnazijo je hodil v letih 1864–1872. Po maturi je v Gradcu študiral  klasično filologijo in slavistiko. 1876/77 je bil suplent na ljubljanski gimnaziji, po izpitu 1877 je nastopil profesorsko službo na nižji gimnaziji v Kranju, od 1878 pa na gimnaziji v Gorici. Po zgledu in pod slogovnim vplivom 18 let starejšega slavnega brata Simona je 1873 začel objavljati v časopisu Zora. V  Ljubljanski zvon je poslal rokopis svoje pesniške zbirke, vendar ga je zahteval nazaj, potem ko mu je Fran Levstik preveč popravil balado Prorokovanje (LZ 1881, 261). 1882 je pod naslovom Pesmi zbirko izdal v Ljubljani. Pesmi in prozo je objavljal še v literarni reviji Kres in v Slovanu Ivana Hribarja, tudi pod psevdonimom Mirko. 
Njegova lirika je pokrajinska in domoljubna. V romancah pesni o ljubezni na romantičnem zgodovinskem ozadju. Daljšim epskim pesnitvam (taki sta  povesti v verzih Stara pravda (objavljena v Pesmih) in Kljukova smrt (Slovan 1887)) po mnenju literarnega zgodovinarja Ivana Grafenauerja (1928) primanjkuje »krepke koncepcije in potrebne koncentracije«. 
Leta 1886 je v Kresu objavil spis Iz zapuščine Simona Jenka, kjer je na šestnajstih straneh povzel življenje in delo svojega brata na osnovi njegovih dnevniških zapisov. Spis je zaključil s pojasnilom:
Vsakdo vidi, da k obširnemu, popolnemu životopisu trebalo bi še marsičesa, kar čitatelj zastonj išče v teh vrstah. Oceniti bi se morala vsa Jenkova dela, ne le pesmi, nego tudi spisi v prozi; orisati bi bilo tedanje gibanje na slovenskem slovstvenem polju; opisati bi se imelo, kteri drugi pisatelji so uplivali na Jenka in koliko on na druge: naslikati bi bilo treba osebni značaj pesnikov, njegovo versko in politično mišljenje itd.; toda namen temu spisu bil je drug. Kakor rečeno, pisal je Jenko dnevnik in pri letnici 15. 3. 1862 ima opombo: »Kar tu pišem, bi ne hotel nikomur dati brati, in če bi zbolel in imel umreti, bilo bi prav, da bi vse te čečkarije sežgal.« -- Da pesnik dnevnika ni uničil, je dobro, vendar se vidi, da ga ni namenil javnosti. Zato sem iz njega posnel, kar se mi je pripravnega zdelo, da se priobči, ali o čemer sem mislil, da bi zanimalo čitatelja; drugo sem izpustil in tudi reči, o kterih dnevnik nima ničesar, omenil sem le kratko, kolikor je bilo neobhodno potreba. V tem smislu blagovoli tudi čitatelj razumeti moj kratki spis. (Jenko 1886: 16)

## Objave
- Pesmi. V Ljubljani: Klein in Kovač, 1882. (COBISS)
- Iz zapuščine pesnika Simona Jenka. Kres 6/1 (1886). 1–16.
- Vzdih. Slovan 4/18 (1887). 1.
- Kljukova smrt.[2] Slovan 4/9–12 (1887): 133–134, 149–150, 164–166, 182–184.
- Odmevi od Save (I–XI). Slovan (1887): št. 22 23, 24.